# Crobilocerus
Crobilocerus is een vliegengeslacht uit de familie van de roofvliegen (Asilidae).

## Soorten
- C. auriger Musso, 1973
- C. engeli Geller-Grimm & Hradský, 1999
- C. megilliformis (Loew, 1847)
- C. spinosus Theodor, 1980